# Perfection (sang af Dannii Minogue)
"Perfection" er en sang af den australske sangerinde Dannii Minogue og Soul Seekerz. Sangen blev udgivet som den anden single fra Minogues femte studiealbum Club Disco (2007), og blev skrevet af by Minogue, Peter Jackson Jr., Gerald Jackson, Rob Davis, Therese Grankvist, Simon Langford og Julian Napolitano.
Sangen blev udgivet som single den 17. oktober 2005 i Storbritannien, hvor den nåede Top 20 på UK Singles Chart. I Australien blev "Perfection" udgivet den 30. januar 2006, hvor den også nåede Top 20 på ARIA Charts.

## Formater og sporliste
Britisk CD single 1
1. "Perfection" (Radio Edit) – 3:31
2. "Perfection" (Extended Mix) – 6:26
3. "Perfection" (Dancing DJs Remix) – 6:10
4. "Turn Me Upside Down" (Original 12" Instrumental) – 6:29
5. "Perfection" (Seamus Haji & Paul Emmanuel Remix) – 8:00
6. "Perfection" (Koishii & Hush Remix) – 7:54

Britisk CD single 2
1. "Perfection" (Radio Edit) – 3:31
2. "I've Been Waiting for You" (Ian Masterson, Minogue, Terry Ronald) – 4:34

Britisk 12" picture disc
1. "Perfection" (Extended Mix) – 6:26
2. "Turn Me Upside Down" (Original 12" Instrumental) – 6:29
3. "Perfection" (Moto Blanco Dub) – 7:24
4. "Perfection" (Kenny Hayes Remix) – 6:50

Australsk CD single 1
1. "Perfection" (Radio Edit) – 3:31
2. "Perfection" (Extended Mix) – 6:26
3. "Perfection" (Dancing DJs Remix) – 6:10
4. "Turn Me Upside Down" (Original 12" Instrumental) – 6:29
5. "Perfection" (Seamus Haji & Emmanuel Remix) – 8:00
6. "Perfection" (Koishii & Hush Remix) – 7:54

Australsk CD single 2
1. "Perfection" (Radio Edit) – 3:31
2. "I've Been Waiting for You" – 4:34
3. "Perfection" (Ruff Diamond Remix)
4. "Perfection" (Seamus Haji & Emmanuel Instrumental)
5. "Perfection" (Musikvideo)

## Personale
- Dannii Minogue – vokal
- Therese Grankvist – baggrundsvokal
- Soul Seekerz – producer
- Philip Larsen – producer
- Rob Davis – producer
- Cody Burridge – fotografi

## Hitlister
| Hitliste (2005–2006)                    | Placering |
| --------------------------------------- | --------- |
| Australien (ARIA Charts)                | 13        |
| Finland (Suomen virallinen lista)       | 7         |
| Ungarn (Dance Top 40)                   | 16        |
| Irland (Irish Singles Chart)            | 38        |
| Nederlandene (Dutch Top 40)             | 16        |
| Storbritannien (UK Singles Chart)       | 11        |
| Storbritannien (UK Dance Singles Chart) | 5         |